# سید مهدی امام‌جمارانی
سید مهدی هاشمی علیا مشهور به امامْ جمارانی (زاده ۱۳۱۴ در تهران) موسس و عضو فعلی مجمع روحانیون مبارز است. حسینیه جماران در سال ۱۳۵۹ خورشیدی توسط او در اختیار خمینی قرار گرفت. وی به مدت حدود هجده سال نماینده ولی‌فقیه در سازمان اوقاف و امور خیریه بود. او از دوستان نزدیک سیداحمد خمینی و از نزدیکان سید روح‌الله خمینی بود.
امام جمارانی برادر رضاعی مادربزرگ کاملیا انتخابی‌فرد است.